# John Insprucker
John L. Insprucker (* 7. Oktober 1956 in London) ist ein US-amerikanischer Luft- und Raumfahrtingenieur und pensionierter Oberst der Luftwaffe. Derzeit arbeitet er bei SpaceX als Principal Integration Engineer. Er wird an der Ehrenmauer des National Air and Space Museum geehrt.
1978, im Alter von 22 Jahren, trat Insprucker dem Ausbildungskorps der US-Luftwaffen-Reserveoffiziere an der Universität Michigan bei. Er verbrachte seine gesamte Karriere mit dem Start von Weltraumraketen, der Entwicklung von Weltraumraketen sowie der Entwicklung und dem Einsatz von Raumfahrzeugen und leistete zwischen 2000 und 2005 sogar einen fünfjährigen Dienst beim Space Launch Complex-4 der Vandenberg Air Force Base, der derzeit an SpaceX vermietet wird.

## Karriere bei der Vandenberg Air Force Base
John Insprucker begann 1980 in Vandenberg als Pad-, Nutzlast- und Raketentechniker zu dienen. Während seiner ersten fünf Jahre half er beim Erfolg von 17 Titan NIB- und IIID / 34D-Starts und 9 Agena-Oberstufen. Anschließend wechselte er als Leiter der Kontrollabteilung für die Einstellung von Raumfahrzeugen zum Sekretär des Sonderprojektbüros der Luftwaffe. Während dieser Zeit war er an der Entwicklung der Software für Aufklärungssatelliten für das National Reconnaissance Office (NRO) beteiligt, wo er für die Rettung eines beschädigten Satelliten vor einem Ausfall des Attitude Control System (ACS) empfohlen wurde. Während seiner Arbeit mit der NRO leitete Insprucker eine 60-köpfige Abteilung, um ein NRO-Raumfahrtsystem im Wert von 2,5 Milliarden US-Dollar herzustellen. Er diente auch als Programmmanager für einen 700-Millionen-Dollar-Folgesatelliten. Zwischen 2000 und 2005 war er auf der Vandenberg Air Force Base stationiert, wo er 11 Titan II- und Titan IVB-Raketen zuerst als stellvertretender Programmmanager von 2000 bis 2002 und dann als Kommandeur des Titan-Programms von 2003 bis 2004 erfolgreich startete. Am 13. August 2003 erlitt ein Titan IVB im  40 ein Stickstofftetroxidleck, das durch eine fehlerhafte Kraftstoffpumpe verursacht wurde. Insprucker gab am 3. Oktober 2003 bekannt, dass das Leck auf eine Fehlfunktion der Treibstoffpumpe und nicht auf ein Problem im Zusammenhang mit dem Treibstoffteam von Lockheed Martin zurückzuführen sei. Vom 13. Dezember 2003 bis zum 30. November 2005 leitete er den Betrieb der Raketen Delta IV und Atlas V. Während dieser Zeit war er der Direktor für den Erstflug der Delta IV Heavy, die zu dieser Zeit die stärkste und aktivste Rakete war.

## Arbeit bei SpaceX
Am 27. November 2006 verlängerte John Insprucker seinen Teilzeitvertrag bei SpaceX auf einen Vollzeitvertrag, bei dem Elon Musk ihn mit der Überwachung der Entwicklung des Falcon 9 beauftragte. Musk erklärte, dass John Insprucker nicht an der Lobbyarbeit bei der US Air Force beteiligt sein werde, um Flüge bei SpaceX-Raketen zu kaufen.  Insprucker ist derzeit Principal Integration Engineer bei SpaceX. Er hat in der Vergangenheit und weiterhin gelegentlich SpaceX-Webcasts gehostet. Insprucker hostet hauptsächlich Webcasts historischer SpaceX-Starts (wie erstes privates Raumschiff, das an die ISS andockt), erster Rückflug einer Rakete (SES-10), Falcon Heavy Demo Flight, Dragon In-Flight-Abort-Test und Demo-2 (erster SpaceX-Start mit Besatzung) sowie Starship-Testflüge.
Laut SpaceX-Fans wird John Insprucker nach allgemeiner Meinung als der beste SpaceX-Webcast-Host angesehen, der von Raumfahrtreportern und Elon Musk hoch bewertet wird. Fans halten ihn für einen großartigen Gastgeber, weil er „ein absoluter Profi ist, der weiß, was er tut“. „Er liefert Informationen auf sehr stabile und umfassende Weise und macht dabei weit weniger Fehler als andere Hosts.“
Am 5. Juli 2017 sagte John Insprucker während des Webcasts zum Start eines GTO-Satelliten, Intelsat 35e, versehentlich das Wort „norminal“ anstelle von „nominal“. Dieses Wort steht jetzt im Lexikon der meisten Launch-Enthusiasten.
Am 2. Februar 2021 überraschte er SpaceX-Fans während des Starship SN9-Höhenflugtests: Das Testen und Streamen dauerte weniger als 15 Minuten, aber niemand erwartete einen Kommentar, der auf dem früheren SN8-Test basierte und nicht kommentiert wurde. Doch kurz nach Beginn des Streamings übernahm er mit seiner Stimme, um den Test zu erklären und zu kommentieren. Selbst in diesem Fall zeigte er seine große Professionalität, obwohl es sich nicht um einen Routinestart, sondern um einen experimentellen Test handelte. Schließlich kommentierte er unwillkürlich ironisch das „RUD“ (Rapid Unscheduled Disassembly) mit den Worten: „Wir müssen nur ein bisschen an dieser Landung arbeiten …“
Insprucker war anschließend Gastgeber der Flugtests von SN10 und SN11 im März und von SN15 im Mai 2021.